# Literatura siríaca

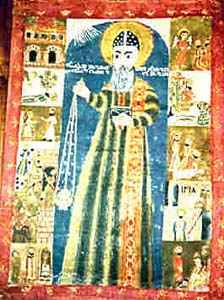
Icono de Efrén de Siria conservado en Meryemana Kilesesi, Diyarbakr (Turquía).

La literatura siríaca es aquella escrita en lengua siríaca, el idioma clásico arameo medio de los cristianos siríacos. La mayoría de la literatura clásica siríaca es de naturaleza religiosa cristiana.
La primera obra literaria en lengua siríaca clásica fue una traducción de la Biblia, en concreto, el «Peshitta» y el «Diatessaron».
En la segunda mitad del siglo II y comienzos del siglo III, destaca la figura del escritor y filósofo Bardaisan de Edesa (154-222) que es contemplado como el verdadero fundador de la poesía siríaca. La obra Diálogo sobre el destino o Libro de las leyes de los países procedente de la escuela de pensamiento de Bardaisan en Edesa y escrita por su discípulo Felipe, es una de las primeras obras de la literatura en siriaco, así como una de las de mejor estilo y composición conceptual.
El siglo IV es considerado la edad de oro de la literatura en siríaco. Los dos gigantes del periodo son Afraates, que escribió homilías para la iglesia en Persia, y Efrén de Siria, que escribió himnos, poesía y prosa para la iglesia en la frontera del Imperio Romano. Durante los siguientes dos siglos, que en muchos aspectos son una continuación de la edad de oro, aparecen importantes teólogos y poetas siríacos: Jacobo de Sarug, Narsai, Filoxeno de Mabbug, Babai el Grande, Isaac de Nínive y Jacobo de Edesa.
La llegada y expansión del Islam por Oriente Medio fue en general positivo para la cultura siríaca. El proceso de helenizacón del siríaco, que se había acelerado durante los siglos VI y VII, se ralentizó y cesó. El siríaco entró en una edad de plata a partir del siglo IX. Las obras de este periodo fueron más enciclopédicas y escolásticas, destacando los comentaristas bíblicos Isodad de Merv y Dionisio bar Salibi. La cumbre de esta edad de plata de la literatura siríaca la representa el polímata del siglo XIII, Bar Hebreus.
La conversión de los mongoles al islam inauguró un periodo de repliegue y dificultades para la cultura siríaca. Sin embargo, ha habido una corriente continua de literatura en siríaco del siglo XIV hasta la actualidad, lo que incluye el florecimiento de literatura en diversas lenguas neoarameas habladas de forma coloquial por cristianos. Esta literatura neosiríaca posee una doble tradición: continúa la de la literatura en siríaco del pasado e incorpora una corriente convergente de lenguaje hablado menos homogéneo. El primer florecimiento de esta literatura neosiríaca fue en el siglo XVII, en el norte de Irak, en la Escuela de Alqosh. Esta literatura llevó al establecimiento del caldeo neaoarameo como una lengua escrita literaria. En el siglo XIX, la prensa se estableció en Urmía, en el norte de Irán, lo que llevó al dialecto «urmío general» del asirio neoarameo a convertirse en el estándar en gran parte de la literatura neosiríaca. La facilidad de los medios de publicación modernos ha impulsado a otros dialectos coloquiales neoarameos, como el turoyo y el senaya, que han producido su propia literatura. La creación en lengua siríaca clásica continúa hasta nuestros días, especialmente entre los miembros de la Iglesia ortodoxa siria, cuyos estudiantes en los monasterios estudian siríaco vivo y hablado, el llamado kṯoḇonoyo.